# Madonna del deserto
Madonna del deserto o scoglio della Madonna (in croato Pusti otočić o Madona) è un isolotto disabitato della Croazia e fa parte dell'arcipelago delle isole Brioni, lungo la costa istriana.
Amministrativamente appartiene all'istituzione pubblica del Parco nazionale di Brioni del comune di Pola, nella regione istriana.

## Geografia
Madonna del deserto si trova nella parte centrale dell'arcipelago delle isole Brioni, 390 m a ovest di Brioni Maggiore, 1 km a est di Vanga, 1,44 km a sudest di Gallia e 950 m a nordest di Orsera. Nel punto più ravvicinato, punta Meda (rt Mede)), dista dalla terraferma 4,125 km.
Madonna del deserto è un isolotto a forma di otto, orientato in direzione nordest-sudovest, con un piccolo promontorio nella parte nordorientale, che misura 420 m di lunghezza e 150 m di larghezza massima. Ha una superficie di 0,0499 km² e uno sviluppo costiero di 1,160 km. A nord, raggiunge un'elevazione massima di 5,1 m s.l.m.

### Cartografia
- (HR) Mappa topografica della Croazia 1:25000, su preglednik.arkod.hr.